# ZKRD
Центральный регистр доноров костного мозга Германии (нем. Zentrales Knochenmarkspender-Register Deutschland, ZKRD) — второй в мире по величине регистр доноров костного мозга после американского NMDP, дочерняя компания Службы донорства крови Немецкого Красного Креста со штаб-квартирой в Ульме. Является центральным управляющим органом для всех анонимных данных о донорах в Германии, предназначенных для поиска потенциальных доноров стволовых клеток. Эти данные предоставляются в ZKRD от примерно 30 отдельных немецких регистров доноров. База данных ZKRD обновляется ежедневно.
Наиболее важные регистры Германии:
- Баварский регистр доноров стволовых клеток костного мозга;
- Немецкий центр доноров костного мозга в Тюбингене;
- Центр донорства стволовых клеток костного мозга в Ульме;
- Регистр доноров стволовых клеток костного мозга Северной Германии;
- Фонд Стефана Морша в Биркенфельде;
- Западногерманский центр доноров (WSZE) из Университетского госпиталя города Эссен и службы Донорства крови немецкого Красного Креста.

Все сведения о донорах постоянно обновляются и синхронизируются с международными организациями-партнёрами. ZKRD также ищет доноров в международных регистрах для немецких пациентов, т.к. для 20% нуждающихся в трансплантации граждан Германии донора не удаётся найти в национальном регистре. ZKRD организует свою работу в соответствии с рекомендациями Европейской информационной системой доноров костного мозга (European Marrow Donor Information System, EMDIS) и Всемирной ассоциации доноров костного мозга (WMDA).
ZKRD имеет аккредитацию Всемирной Ассоциации Доноров Костного Мозга (WMDA).
Центральный регистр доноров костного мозга Германии занимается так же привлечением пожертвований и новых потенциальных доноров. Типирование для всех доноров бесплатно, однако приветствуется пожертвование в размере 50 евро для финансирования анализа крови.